# Duits curlingteam (gemengd)
Het Duits curlingteam vertegenwoordigt Duitsland in internationale curlingwedstrijden.

## Geschiedenis
Duitsland nam voor het eerst deel aan een internationaal toernooi voor gemengde landenteams tijdens de openingseditie van het Europees kampioenschap in het Andorrese Canillo. Duitsland won zes keer een medaille, en werd twee keer eindwinnaar: in 2008 en in 2013.
Na de tiende editie van het EK werd beslist het toernooi te laten uitdoven en te vervangen door een nieuw gecreëerd wereldkampioenschap voor gemengde landenteams. De eerste editie vond in 2015 plaats in het Zwitserse Bern. Duitsland tekende present, en wist door te dringen tot de kwartfinales, alwaar het uitgeschakeld werd door China. Sedertdien heeft Duitsland aan elke editie van het WK deelgenomen. De beste prestatie tot op heden werd in 2019 bereikt, toen Duitsland de finale wist te bereiken, die verloren werd van Canada.

## Duitsland op het wereldkampioenschap
| Jaar | Plaats | Skip           | WG | W | V | PV | PT |
| ---- | ------ | -------------- | -- | - | - | -- | -- |
| 2015 | 5      | Andy Kapp      | 9  | 6 | 3 | 48 | 40 |
| 2016 | 5      | Andy Kapp      | 9  | 8 | 1 | 69 | 26 |
| 2017 | 25     | Rainer Schöpp  | 6  | 2 | 4 | 31 | 34 |
| 2018 | 5      | Rainer Schöpp  | 10 | 7 | 3 | 51 | 39 |
| 2019 | 2      | Andy Kapp      | 11 | 8 | 3 | 93 | 42 |
| 2022 | 5      | Sixten Totzek  | 8  | 7 | 1 | 72 | 34 |
| 2023 | 13     | Felix Schulze  | 7  | 4 | 3 | 46 | 29 |
| 2024 | 19     | Sven Goldemann | 7  | 3 | 2 | 41 | 48 |

## Duitsland op het Europees kampioenschap
| Jaar | Plaats | Skip              | WG | W  | V | PV | PT |
| ---- | ------ | ----------------- | -- | -- | - | -- | -- |
| 2005 | 3      | Rainer Schöpp     | 8  | 6  | 2 | 66 | 29 |
| 2006 | 10     | Roland Jentsch    | 6  | 3  | 3 | 37 | 23 |
| 2007 | 3      | Rainer Schöpp     | 8  | 7  | 1 | 49 | 28 |
| 2008 | 1      | Rainer Schöpp     | 11 | 9  | 2 | 79 | 48 |
| 2009 | 5      | Rainer Schöpp     | 8  | 6  | 2 | 55 | 31 |
| 2010 | 3      | Rainer Schöpp     | 10 | 7  | 3 | 64 | 43 |
| 2011 | 2      | Alexander Baumann | 10 | 8  | 2 | 64 | 35 |
| 2012 | 6      | Rainer Schöpp     | 8  | 6  | 2 | 52 | 31 |
| 2013 | 1      | Andy Kapp         | 11 | 10 | 1 | 89 | 42 |
| 2014 | 10     | Rainer Schöpp     | 9  | 6  | 3 | 62 | 27 |